# ダンディー・ウィークエンド
ダンディー・ウィークエンドは、朝日放送ラジオ（ABCラジオ）で2005年度のプロ野球シーズン中の毎週土・日曜日にプロ野球デーゲーム中継（阪神タイガース戦=ホーム・ビジター問わず、オリックス・バファローズ戦ホームゲーム。重複の場合は阪神戦優先）と併せたラジオ番組である。

## 放送時間
- 土曜日は試合開始時間によってスタート時刻が変動した。15時までの試合開始の場合は14:15～17:55、15時以後開始の場合は15:15～17:55。スタート時刻が14:15（または15:15）からとなっているのは「中野浩一のフリートーク」が野球中継延長での番組休止を防止するためとされている。
- 日曜日は一律14:00～17:00。（野球中継がない時は15:00スタートの週もあった）
- 放送終了時刻までに試合が終わらない場合は時間延長、ないしは「ABCフレッシュアップナイター」の枠で継続放送した。
- なお土曜日のデーゲーム中継がないときは番組休止となり、14時～15時は「小山乃里子のハートにスニーカー」、15時から17:40まで「大西ユカリのハッスル歌謡曲」、17:40から17:55に「中野浩一のフリートーク」を放送した。（なお「ハートにスニーカー」は「ダンディー・ウィークエンド」が15:15スタートの場合にも放送された）日曜日はデーゲーム中継の有無に関係なく放送された。

## 担当者
- 中邨雄二（朝日放送アナウンサー）
- 松原宏樹（当時・朝日放送アナウンサー）
- 田中花子（当時・朝日放送アナウンサー）
- 羽谷直子（当時・朝日放送アナウンサー）

## 関連項
- ダンディ・エクスプレス
- サンデー・エクスプレス（2006年度の日曜デーゲーム中継）
- ABCスポーツJAM（2006年度の土曜デーゲーム中継）